# Synagogue de Marbourg (1897-1938)
La synagogue de Marbourg, inaugurée en 1897, a été détruite en 1938 lors de la nuit de Cristal comme la plupart des autres lieux de culte juif en Allemagne.
Marbourg est une ville moyenne allemande, chef-lieu de l'arrondissement de Marbourg-Biedenkopf, dans le district de Giessen (Land de Hesse) à environ 90 km au nord de Francfort-sur-le-Main et à 90 km au sud-ouest de Cassel. Elle compte actuellement environ 78 000 habitants.

## Histoire de la communauté juive

### Le Moyen Âge
La communauté juive existe à Marbourg  depuis le XIIIe siècle, car le droit de cité y est accordé aux Juifs dès 1220. Dans un climat de sécurité, leur nombre croît rapidement dans la première moitié du XIVe siècle, la plupart gagnent leur vie dans le prêt d'argent, comme en témoignent les différentes entrées dans les livres comptables de Francfort. Mais lors des violentes émeutes antijuives pendant la peste noire en 1348/1349, la communauté juive est anéantie. En 1364, quelques Juifs retournent à Marbourg et à la fin du XIVe siècle, sont cités à plusieurs reprises dans des documents, la Judengasse (ruelle aux Juifs), la Judenschule (synagogue) et le Judenkirchhof (cimetière juif). La Judengasse est un sentier qui grimpe vers le château, en passant au centre de la vieille ville, près du marché, entre la Wettergasse et la Mainzergasse. Fin XIVe siècle et pendant tout le XVe siècle, on connait le nom de plusieurs Juifs, dont deux médecins, qui séjournent temporairement en ville.

### DuXVIeauXIXesiècle
Après l'expulsion en 1524 de tous  les Juifs de Hesse par le décret du Landgraf, les Juifs sont de nouveau autorisés à séjourner temporairement à Marbourg à partir de 1532.        
Au début du XVIIe siècle, quelques familles ou personnes juives se sont installées à Marbourg. En 1744, six familles juives vivent à Marbourg. En 1776, elles sont huit. Elles habitent dans la Judengasse et dans la rue voisine, la Wettergasse. En 1758, le premier étudiant juif en médecine peut effectuer son doctorat à l'Université de Marbourg. Jusqu'au début du XIXe siècle, le nombre d'habitants juifs va continuer à augmenter. En 1818, il y a 13 familles; en 1827: 80 personnes. En mai 1816, après la chute de Napoléon, les Juifs sont reconnus, au moins en partie, comme des citoyens à part entière. En 1823, Marbourg devient le siège d'un rabbinat provincial. Le rabbin le plus connu est le Dr Leo Munk (1876-1918), un représentant du courant néo-orthodoxe. Pendant ses fonctions, la communauté juive atteint son plus grand nombre, avec 512 personnes, soit environ 2 % de la population totale de la ville. Son successeur comme rabbin local et provincial est le rabbin Dr. Naphtali Cohn, qui occupe le poste de 1918 jusqu'à sa retraite, fin 1933. 
À partir de la fin du XIXe siècle, Marbourg devient un foyer d'antisémitisme, en raison de l'activisme d'Otto Böckel (1859-1923), fondateur du parti antisémite Parti allemand de la réforme. Böckel est le premier député antisémite au Reichstag de Berlin, en tant que représentant de son parti pour la circonscription de Marbourg. 
« L'élément antisémite du Reichstag, le Dr Böckel, a récemment abandonné son poste à la bibliothèque de l'université où il travaillait comme manœuvre, dans le but, à partir de maintenant, de consacrer tout son temps à sa profession (?) comme député, rédacteur en chef et agitateur. Il utilise son temps libre à de nombreuses réunions populaires et voit le nombre de ses disciples grandir de façon considérable. (Un fanatique fait de nombreux dupes) »
En 1894, une épidémie de choléra se déclenche dans le village voisin de Bürgeln. Immédiatement la rumeur circule, alimentée par la presse antisémite et par le pasteur du village, que l'origine de l'épidémie provient de travailleurs juifs polonais employés par un paysan. Malgré les démentis de la Commission choléra et l'absence de travailleurs polonais dans le village, la rumeur persistera pendant un certain temps
Les familles juives, installées à Marbourg depuis le XVIIe/XVIIIe siècle, avec l'égalité des droits acquise au XIXe siècle, ont prospéré et ouvert des commerces et des sociétés, dont certains de taille importante comme une peausserie, des grands magasins ou des banques. Dans les années 1920, on trouve aussi à Marbourg un restaurant juif et l'hôtel Isenberg.

### L'école élémentaire juive
Le programme scolaire des écoles juives de la province de Haute Hesse a été approuvé par le gouvernement électoral le 6 avril dernier et sera appliqué dans quelques semaines dans les écoles élémentaires juives. Ce programme définit non seulement le nombre d'heures pour chaque matière, mais aussi la répartition des cours dans la semaine: 
« Les heures de la matinée et de l'après-midi sont séparées par un tiret:

Dimanche : enseignement religieux, traduction de l'hébreu, calligraphie allemande – calcul mental, lecture en allemand, exercices intellectuels avec tests d'écriture;

Lundi : histoire biblique, traduction de l'hébreu, orthographe en allemand – conversation en allemand, lecture en allemand, histoire, histoire naturelle;

Mardi : lecture en hébreu, arithmétique, calligraphie allemande – calcul mental, calligraphie en hébreu ; 

Mercredi : enseignement religieux, traduction de l'hébreu, orthographe en allemand - exercices intellectuels avec tests d'écriture ; lecture en allemand, histoire naturelle ;

Jeudi : histoire biblique, traduction de l'hébreu, calligraphie allemande – conversation en allemand, lecture en allemand, histoire ; 

Vendredi : lecture en hébreu, arithmétique, orthographe en allemand, exercices intellectuels avec tests d'écriture ;

Samedi : exercices religieux catéchistiques ou leçons religieuses. »
Le nombre d'heures est ainsi détaillé : 
« 
1) pour l'enseignement de l'éducation religieuse : 2 heures par semaine
 
2) pour l'enseignement de l'histoire biblique : 2 heures par semaine

3) pour l'enseignement de la traduction de l'hébreu (prières et texte de base des 5 livres de Moïse) avec les règles les plus essentielles de la langue hébraïque : 4 heures par semaine

4) pour l'enseignement de la lecture en allemand (selon le sens et le contenu) : 4 heures par semaine
 
5) pour l'enseignement de la lecture en hébreu : 3 heures par semaine
 
6) pour l'enseignement de la calligraphie allemande : 3 heures par semaine
  
7) pour l'enseignement de la calligraphie en hébreu : 1 heure par semaine

8) pour l'enseignement de l'orthographe en allemand : 3 heures par semaine
 
9) pour l'enseignement de l'orthographe en hébreu : 1 heure par semaine
 
10) pour l'enseignement du calcul mental : 2 heures par semaine
 
11) pour l'enseignement de l'arithmétique : 2 heures par semaine
 
12) pour l'enseignement des exercices intellectuels et de l'expression écrite de la pensée : 3 heures par semaine
 
13) pour l'enseignement de base de la langue allemande: 2 heures par semaine

14) pour l'enseignement de l'histoire naturelle, couplé avec les nécessités de l'étude de la nature : 2 heures par semaine

15) pour l'enseignement de l'histoire, de préférence patriotique, combinée avec les éléments essentiels de la géographie : 2 heures par semaine 

16) exercices religieux catéchistiques ou leçons religieuses: 1 heure  par semaine

soit en tout : 36 heures. »
L'école est fermée pour un an en 1933 après l'arrivée au pouvoir des nazis, mais rouvre en 1934 sur décision du ministre prussien de l'éducation. Pfifferling retrouve son poste d'enseignant. C'est la seule école primaire juive qui rouvre dans le Land, les 25 autres écoles restent fermées. Elle ferme définitivement après 1938.

### LeXXesiècleet la Shoah
En 1925, on compte environ 400 habitants juifs pour une population totale proche de 22 000 habitants, soit 1,82 %.  À la communauté juive de Marbourg, sont rattachés les habitants juifs de Cölbe, d'Elnhausen, d'Ockershausen et de Wehrda. 
Les dirigeants de la communauté sont à cette époque Simon Hoexter, Samuel Bachrach et Meier Wolf. Salomon Pfifferling est le professeur de l'école primaire juive et en même temps Hazzan (chantre) et Honas Gans est professeur de religion, Shohet (abatteur rituel) et Hazzan adjoint. Gans est aussi enseignant à l'école secondaire publique. 
La communauté possède un internat de 30 places pour les élèves et les apprentis juifs. Plusieurs associations juives participent activement à la vie communautaire, dont le Israelitischer Wohltätigkeitsverein (Association caritative israélite), fondée en 1873, le Israelitischer Frauenverein (Association des femmes israélites) fondée en 1878, le Israelitischer Armenverein (Association pour les pauvres israélites) et la Vereinigung jüdischer Akademiker (Association des universitaires juifs). Pour les étudiants juifs, la communauté ouvre un "Mensa academica judaica" (restaurant universitaire juif). En 1929, la communauté inaugure un foyer juif d'éducation pour les enfants difficiles de 8 à 14 ans,,,
En 1933, 341 Juifs vivent encore à Marbourg. Ce nombre va décroitre en raison de la répression et du boycott économique et en novembre 1938, il ne reste plus que 149 personnes juives. Les événements de la nuit de Cristal vont encore accélérer le mouvement de départ, soit vers des grandes villes allemandes, soit par l'émigration.   
Le 8 décembre 1941, 44 habitants juifs de la ville de Marbourg, parmi ceux qui n'avaient pas pu ou voulu émigrer, sont arrêtés et déportés via Cassel au ghetto de Riga en Lettonie. Le 31 mai 1942, 29 autres Juifs sont arrêtés et envoyés via Cassel et Lublin soit au camp d'extermination de Majdanek soit à celui de Sobibor où ils sont assassinés. Le 6 septembre 1942, de nouveau, 44 Juifs de Marbourg sont déportés via Cassel au Camp de concentration de Theresienstadt. Au moins un Juif de Marbourg est mort au camp de concentration de Buchenwald.  
En plus, dans le cadre du programme d'euthanasie des nazis, les 18 Juifs se trouvant en traitement à la clinique psychiatrique de la ville ont aussi été assassinés.  

## Histoire de la synagogue

### La synagogue du Moyen Âge
Au Moyen Âge, la communauté juive possède une synagogue (Judenschule) construite aux environs de 1280, qui remplace un ancien bâtiment. Elle est mentionnée pour la première fois en 1317, et se trouve dans la Judengasse (rue des Juifs), devenue en 1933 la Schlosssteig (sente du château) au coin de la Mainzer Gasse, à proximité de la Marktplatz. Lors de l'incendie de la ville en 1319, la synagogue est certainement détruite et une nouvelle synagogue est rebâtie à l'emplacement même de l'ancienne. 
Avant et après les émeutes antijuives pendant la peste noire en 1348-1349, le même bâtiment est utilisé comme synagogue. En 1452, la synagogue est détruite et partiellement rasée. Les pierres sont utilisées entre autres pour la construction du mur d'enceinte du cimetière chrétien de l'église St Kilian.       

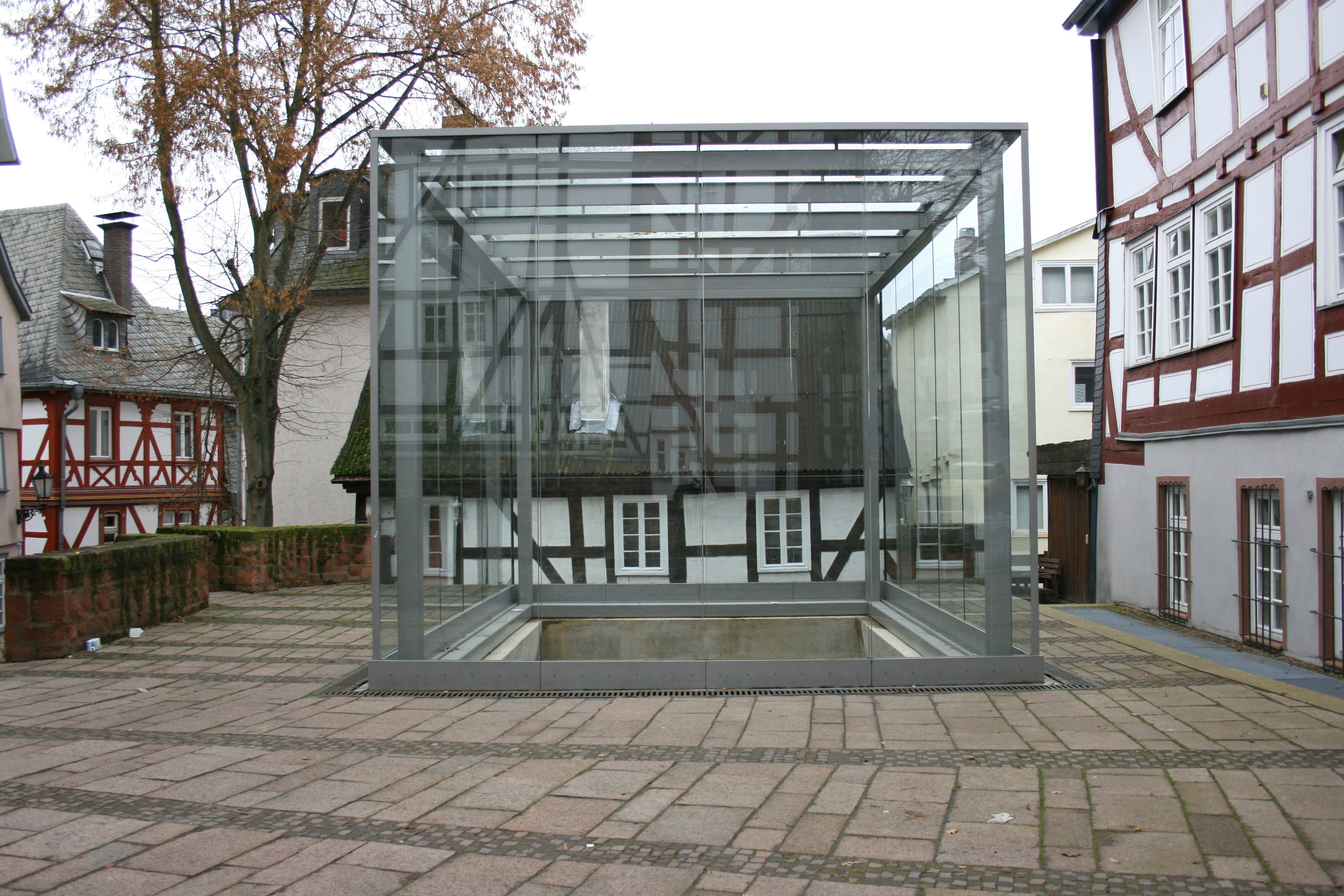
Le cube posé au-dessus des fouilles de la synagogue médiévale

En 1993, la ville envisage de réaménager le terrain situé à l'angle de la Schlosssteig et de la Mainzer Gasse. Lors de l'installation d'un transformateur souterrain, les restes de la synagogue médiévale sont découverts par hasard. Les travaux d'excavation vont durer jusqu'en 1997. Les restes de la synagogue sont classés par les Monuments historiques du Land comme monument architectural d'importance extraordinaire. Le dallage du plancher date de la première synagogue de 1280. La clef de voûte subsistante, bien que très abimée, présente très certainement une étoile de David. De la nouvelle synagogue construite après l'incendie de la ville en 1319, on a pu déblayer des murs jusqu'à une hauteur de quatre mètres. Une petite niche est visible. Le bâtiment s'élevait sur une hauteur de sept mètres, et  était pourvu d'une voûte d'ogive sexpartite. 
Pendant l'été 1995, un concours d'architecture est lancé pour la protection du site de fouilles contre les intempéries. L'une des propositions est la construction au-dessus du site d'un cube de verre selon les plans du cabinet d'architectes de Cassel Schulze und Schultze, mais ce projet est dans un premier temps refusé par la communauté juive et par une partie des habitants de Marbourg. L'autre solution possible était la réalisation au-dessus des ruines, d'une structure en acier portée par quatre poteaux en acier. Finalement c'est la première solution qui fut retenue. Le cube de verre est inauguré à l'été 2002.  
En mars 2009, lors d'une cérémonie, la place où se trouvent les ruines de la synagogue du Moyen Âge prend le nom de place Willy-Sage à la mémoire du cofondateur et longtemps président de l'Association pour la coopération judéo-chrétienne de Marbourg.

### Les synagogues duXVIIIeauXXesiècle
Au XVIIIe siècle, les quelques familles juives qui habitent Marbourg aménagent vers 1720 une salle de prière. De 1788 à 1829, Samuel Hirsch Fränkel en est l'officiant et le chantre. Cette synagogue est située dans un bâtiment sur cour de la Barfüßerstraße, ou plutôt de la Langgasse. En 1815, la salle est devenue trop petite pour les 13 familles juives de la ville. La communauté décide de construire une synagogue plus grande. Un terrain est acquis dans la Ritterstraße, et les travaux de construction débutent en 1817. L'inauguration de la synagogue par le rabbin Moses Salomon Gosen (1780-1864), rabbin de Marbourg de 1802 à 1860, a lieu le 14 août 1818, avec le concours du chanteur Lillo de Battenfeld (communauté d'Allendorf (Eder)). Le rabbin et le président de la communauté Siegmund Lilienfeld y prononcent un discours. La presse juive de l'époque raconte l'évènement de la façon pompeuse de l'époque:    
« Le  14 août 1818, la communauté juive locale a célébré l'inauguration de la synagogue nouvellement construite. La fête a commencé à 3 heures de l'après-midi avec des chants et de la musique instrumentale, et a duré jusque tard dans la nuit. Toutes les autorités électorales civiles et militaires, les professeurs de l'université, les membres du clergé de toutes les confessions, un grand nombre d'étudiants et de nombreuses personnalités de tout rang étaient présents, et l'ordre et la dévotion qui ont prévalu, non seulement sur le trajet au travers de la ville (de l'ancienne synagogue à la nouvelle), mais aussi dans la synagogue, étaient une preuve éloquente que tous ces cœurs s'étaient associés à cette sainte cause et que tous prirent part de la façon la plus fervente et la plus pieuse à la fête. Le chœur était composé principalement d'amateurs de musique (parmi lesquels plusieurs professeurs et étudiants), qui cherchaient à embellir et à rehausser les festivités en l'honneur de Dieu.
     
Le temple construit avec goût et aménagé entièrement selon à sa destination, était décoré solennellement et éclairé de manière festive. Le rabbin Gosen coordonnait la cérémonie religieuse et le chantre juif Lillo de Battenfeld dirigeait le chant. Une prière et un chant d'action de grâce, écrits par le rabbin pour le bien de notre bien-aimé souverain, de l'ensemble de la Maison de Hesse, de la ville, du Land et de l'ensemble de l'humanité, furent chantés solennellement avec un accompagnement instrumental; de même pour le chant écrit par M. Lill: Preiset des Herrn Majestät;  puis le rabbin Gosen tint un sermon en allemand sur un sujet important et M.. Siegmund Lilienfeld fit un discours sur le bût de la fête. Ainsi des paroles de paix et de consécration furent échangées, interrompues par des chants solennels  d'hymnes saints et de psaumes, accompagnés d'instruments à cordes, dans cette maison du Seigneur, nouvellement construite. Ce fut une véritable cérémonie émouvante de vénération générale de Dieu, que cette foule dévote, indépendamment des différences de croyance ou d'état, dans l'unité et l'amour, a célébré devant la face du Père céleste, et tous les membres de chaque communauté de croyance de cette ville conserveront encore longtemps en mémoire ce jour comme un des plus beaux. »
En 1848, des tensions importantes surgissent au sein de la communauté. Deux groupes distincts se forment: un groupe de réformés, les Neue Deutsche Glaubensgenossen (nouveaux croyants allemands) et les orthodoxes. La communauté ne se ressoude qu'en 1852. La synagogue qui avait été vendue en raison de l'éclatement de la communauté, est rachetée en 1855 après sa réunification.  

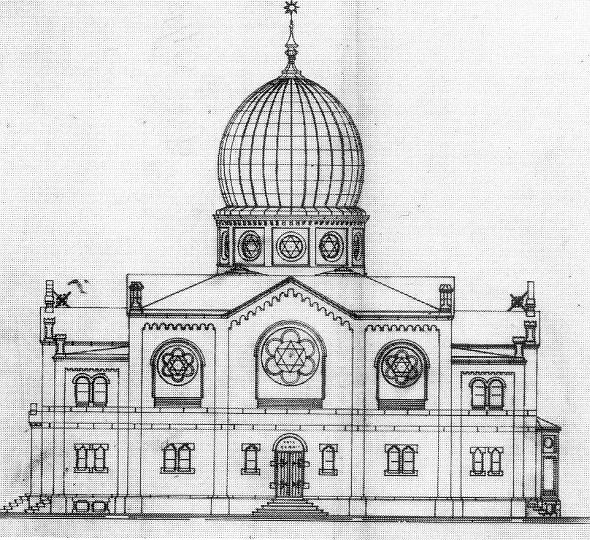
Plan d'architecte de la synagogue construite en 1897

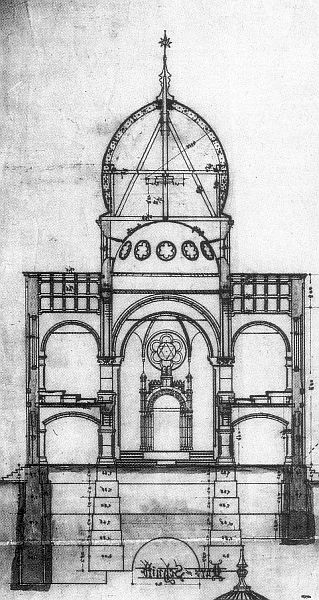
Plan d'architecte de la synagogue construite en 1897

Dans les années 1880, la synagogue devient insuffisante pour la communauté qui s'agrandit. Il est alors prévu de construire une synagogue plus importante. L'architecte Wilhelm Spahr, mandaté par la communauté présente en 1895 un premier projet, où le bâtiment de base de forme romane est surmonté d'un tambour de style oriental avec un dôme en bulbe. Les plans vont être profondément révisés. Spahr réalise un ensemble assimilant le style roman tardif avec des éléments byzantins. Le dôme en bulbe est remplacé par un dôme à pans sur tambour. La salle de prière principale est de forme carrée. On pénètre par la façade ouest tout d'abord dans un vestibule, qui dessert la salle principale, et qui permet aussi d'accéder aux escaliers pour les galeries réservées aux femmes. À l'est se trouvent des pièces de service ainsi que la Bimah. L'Arche Sainte est centrée sur le  mur est, dans une abside visible aussi de l'extérieur.
La nouvelle synagogue peut accueillir 230 hommes et 175 femmes.  
En 1896, la première pierre est posée sur un terrain situé dans l'Universitätsstraße. La synagogue est idéalement située au centre de la ville. L'inauguration a lieu le 15 septembre 1897 par le rabbin provincial, le Dr. Leo Munk:
« "C'est dans une des plus belles rues de la ville que se trouve la synagogue", ainsi la dépeint la publication du rabbin provincial Dr Munk, "construite en style roman tardif avec des rappels byzantins dus au matériau en grès rouge. Le plan au sol forme un carré. La Bimah est située au milieu de la salle et son emplacement se trouve sous une coupole soutenue par quatre colonnes. Entre ces colonnes, des piliers suspenseurs se courbent en arcs-doubleaux soutenant la galerie réservée aux femmes. À l'est de la salle réservée aux hommes, se trouve une estrade avec l'Arche Sainte et la chaire. Le plancher de l'estrade se trouve 80 centimètres au-dessus de la salle."  »
« L'inauguration de notre nouvelle synagogue s'est tenue le 15 et le 16 de ce mois et a été précédée de la prière du matin dans l'ancienne synagogue avec un discours du rabbin provincial, Dr. Munk, qui a souligné l'importance des lieux sacrés aussi bien lors d'événements joyeux que tristes. Ensuite, les participants à la cérémonie se sont rassemblés dans la grande cour de la nouvelle synagogue, y compris les autorités de la ville de Marbourg et de l'université. Une jeune fille apporta au président [de la communauté], sur un coussin en velours, les clefs de la synagogue. Le président, avec quelques mots d'accompagnement les transmit au sous-préfet, qui à son tour après un bref discours les présenta au rabbin qui monta les marches menant à la synagogue et fit une courte prière.

À l'entrée de la synagogue, le cortège est accueilli au son d'un prélude chanté par l'orchestre des chasseurs en garnison à Marbourg. Puis le chœur de la synagogue, formé dans ce but par le professeur Strauß, récita le Ma Tovu.  Ensuite, avec de la musique et des chants, les rouleaux de Torah furent portés en l'air, puis promenés dans la synagogue avant d'être déposés dans l'Arche sainte.

Le rabbin monta alors en chaire et prononça un sermon qui toucha tout l'auditoire. Après cela, le chœur récita le Kaddish, le texte en hébreu pour la communauté [juive], et ensuite en vers allemands pour les autres personnes. L'enseignant Strauß chanta en solo et fit un grand effet…. Après une brève prière, le rabbin alluma la lampe éternelle, puis vint la prière pour le souverain et à la fin encore une fois des chansons en hébreu. 

À 5 heures, 200-300 participants se sont réunis pour un repas de fête au restaurant Isenberg. Comme d'habitude, le repas a été relevé par une série de toasts très variés, parmi lesquels on peut particulièrement désigner celui du professeur Dr. Cohen, conseiller privé du gouvernement. Le lendemain, un festival pour enfants et une soirée dansante se sont déroulés dans une auberge, située profondément dans les bois de Marbourg. »
Lors de la nuit de Cristal, du 9 au 10 novembre 1938, la synagogue est profanée et incendiée par des membres de la SA de Marbourg. Seuls les rouleaux de Torah ont pu être sauvés par les fidèles. Quelques jours plus tard, les murs solides qui ont résisté à l'incendie sont dynamitées. Le coût de la démolition et du déblaiement des ruines est facturé à la communauté juive. Le 28 juillet 1939, la Philipps-Universität achète le terrain pour 11 700 Reichsmarks.
Après 1945, le terrain de la synagogue devient propriété du Land de Hesse, conformément à la procédure de restitution des biens. Le 10 novembre, est inaugurée une pierre commémorative rappelant la destruction de la synagogue. Le terrain est alors en partie un espace vert avec des bancs et d'autre part un parking pour l'université. Les fondations de la synagogue sont toujours présentes sous le parking. 

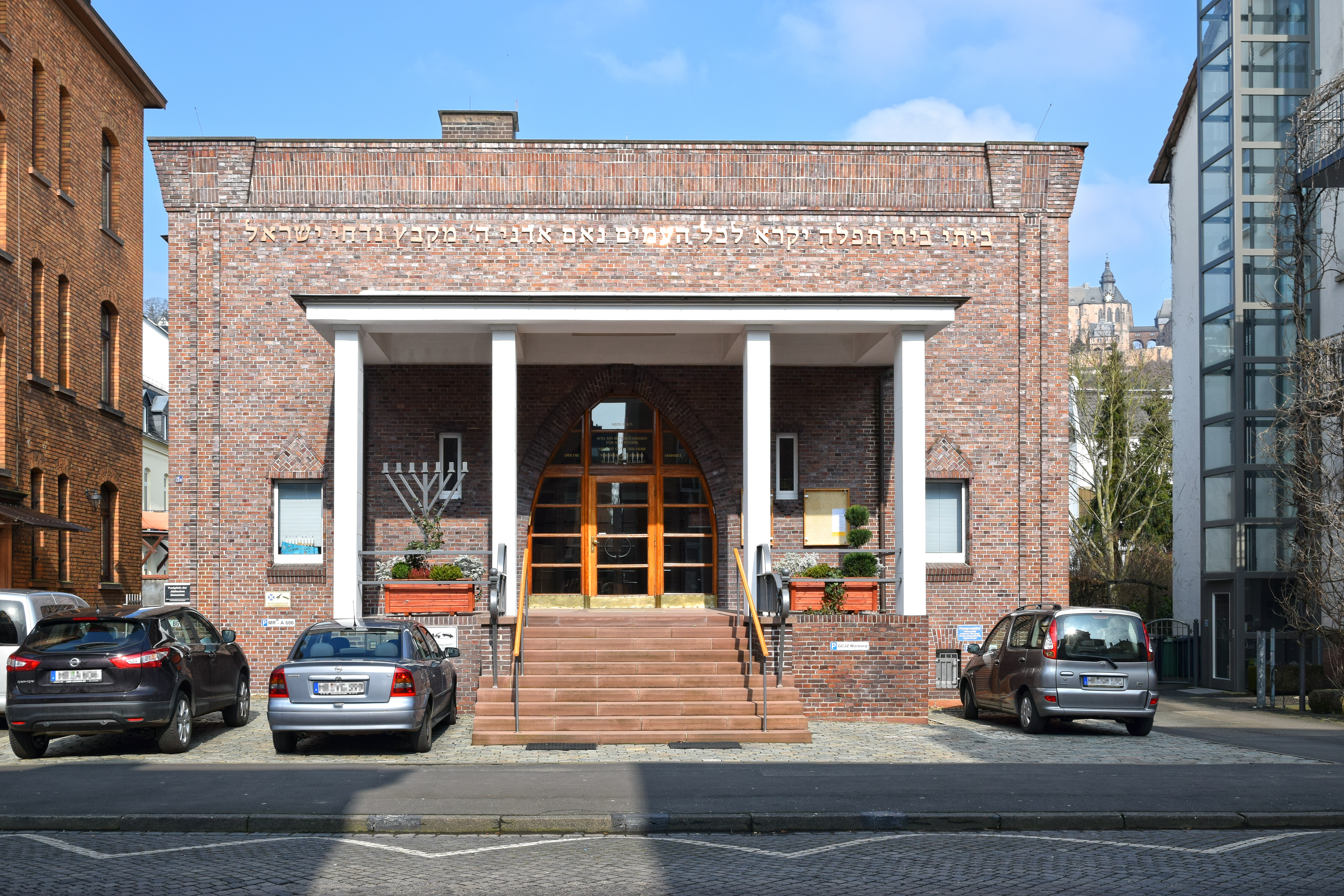
Synagogue de la Liebigstraße 21a en 2016

En Mai 1945 les juifs libérés de Marbourg inaugurèrent leur première synagogue provisoire dans la Lutherstraße 2, suivi par la nouvelle location dans la Landgraf-Philipp-Straße 2 occupée en février 1946. 
Depuis mai 1950 les juifs utilisèrent la maison dans la Schulstraße 7 comme centre de la communauté. Avec l'émigration des jeunes juifs la communauté perdit beaucoup des membres et abandonna le centre. Depuis 1980 Amnon Orbach rassembla les quelques juifs de Marbourg et en 1989 la communauté put emménager dans le Pilgrimstein 25. Avec l'immigration juive en provenance de l'ancienne Union soviétique, la communauté dut trouver une location plus grande. En 2002 la communauté acheta l'ancien bureau de la Allgemeine Ortskrankenkasse (AOK), bati en 1931, et le convertit en synagogue, ouverte en 2005. 
À l'été 2008, des recherches sont entreprises pour dégager les restes des fondations de la synagogue détruite par les nazis. Une allocation spéciale de 30 000 euros est allouée pour les fouilles archéologiques,:
« Les ouvriers découvrent les fondations de l'ancienne synagogue de Marbourg, juste quelques heures après le début de l'excavation sur le site… "Les mesures étaient si précises que déjà les premières fondations ont été trouvées", s'est enthousiasmé le bourgmestre Egon Vaupel (SPD), hier sur le terrain où se situait la synagogue brûlée par les nazis. L'équipe, sous la direction d'Elmar Brohl, ancien directeur de l'urbanisme de Marbourg, a présenté quelques heures après le début des fouilles, ses premiers résultats. "Nous avons trouvé les restes du réservoir d'eau, qui alimentait les deux bains rituels" a déclaré Brohl, "ainsi qu'un escalier qui menait à la cave de l'ancienne synagogue. »
À l'emplacement de la synagogue, la ville et la communauté juive décide d'installer un jardin du souvenir :
« La ville universitaire et la communauté juive sont convenus d'ériger sur le site un nouveau monument commémoratif, visant à informer sur l'architecture de la synagogue et sur les événements historiques. L'ensemble devra honorer ce lieu en tant qu'ancien espace de la vie religieuse juive et être une zone accueillante pour le public. »

### Les rabbins de Marbourg
- Moses Salomon Gosen: né en 1780 à Kirchhain, mort en 1864 à Marbourg. Il est nommé rabbin de Marbourg en 1802, tout d'abord comme rabbin adjoint, puis de 1809 à 1824 comme rabbin de district avant d'occuper le poste de rabbin provincial. Il part à la retraite en 1860[20].
- Liebmann Gersfeld: né en 1808 à Gelnhausen, mort en 1876 à Marbourg. Il étudie avec les rabbins M.T. Sontheim à Hanau et  Callmann Mengeburg à Darmstadt. Il est ordonné rabbin par Seckel Löb Wormser (en) à Michelstadt. Il suit les cours du rabbin Gosen à l'Université de Marbourg, avant d'être nommé enseignant en 1836 à  Gelnhausen et second rabbin au côté de Hirsch Kunreuther. En 1845, il est rabbin d'arrondissement à Rodenburg dans l'arrondissement de Schaumburg, puis en 1851 rabbin d'arrondissement à Rotenburg an der Fulda. De 1862 jusqu'à sa mort en 1876, il occupe le poste de rabbin provincial pour la Haute-Hesse à Marbourg[21],[22].
- Dr Leo Munk: né en 1851 à Altona, mort en 1917 à Francfort. Après des études de 1870 à 1876 au séminaire rabbinique et à l'Université de Berlin, il est nommé en 1876 rabbin provincial à Marbourg, poste qu'il occupe jusqu'à sa mort. Il est un des membres fondateurs de l'Union des rabbins d'Allemagne fidèles à la loi traditionnelle.
- Dr.  Naphtali Cohen (Cohn): né en 1874 à Altona, mort en 1939 à Jérusalem. Après des études aux universités de Berlin, Halle et Erlangen, ainsi qu'au séminaire rabbinique de Berlin, il est nommé en 1899 enseignant à l'école S.R. Hirsch de Francfort, puis en 1900 à l'école de Talmud Torah de Cologne. De 1901 à 1903, il est rabbin de district et directeur de l'école de Talmud-Torah de Burgpreppach, puis de l'école de Talmud Torah de Cologne. De 1918 à 1934, il est rabbin de district à Marbourg, de 1937 à 1938 enseignant principal à la yechiva de Fulda. Il est arrêté en 1938 et émigre en Palestine en 1939.
- Dr Curt Peritz: né en 1898 à Breslau, mort en 1975 à Chicago. Après des études au séminaire rabbinique de Berlin, il est nommé de 1928 à 1932 rabbin de la communauté conservatrice Adass Jisroel à Königsberg et directeur de son orphelinat. Rabbin de Schönlanke (Trcianka) en 1934, puis en 1936 rabbin provincial à Marbourg[23]. Il émigre en Angleterre avant de rejoindre les États-Unis.